# Saíd III de Omán
Saíd III de Omán 13 de agosto de 1910-Londres, 19 de octubre de 1972) (en árabe: سعيد بن تيمور) fue el sultán de Mascate y Oman, antiguo nombre de Omán, del 10 de febrero de 1932 hasta su derrocamiento el 23 de julio de 1970 por su hijo Qabus bin Said Al Said. 
Era miembro de la Casa de Al Said, que en 1932 se convirtió en sultán de Mascate y Omán, sucediendo a su padre Taimur bin Feisal, que había abdicado por motivos económicos. Said, de 21 años, heredó una administración endeudada. Consolidó el poder, con la ayuda del SAS británico, y recuperó el control del interior tribal, uniendo Mascate y Omán. Una vez unido el país, Said abandonó la capital de Mascate y residió en una ciudad costera de Dhofar. Mascate y Omán se convirtieron en estados plenamente soberanos e independientes en 1951 con él como gobernante. 

## Biografía
Asistió al Mayo College de Ajmer, en Rajputana (India), de 1922 a 1927, donde dominó el inglés y el urdu. A su regreso a Mascate, en mayo de 1927, se le sugirió que asistiera a Beirut para ampliar su formación. Su padre, el sultán Taimur bin Feisal, temía que al enviarlo a Beirut se viera influenciado por el cristianismo.
El padre de Said se oponía firmemente a que aprendiera las costumbres del mundo occidental y a que hablara inglés. Cuando Said era más joven, su padre encontró a Sa'id y a su hermano Nadir en posesión de una cartilla inglesa, y ordenó quemar todos sus libros. En lugar de enviar a Said a Beirut, su padre lo envió a Bagdad para que estudiara literatura árabe e historia durante un año.

## Trayectoria
Tras completar su año de estudios en Bagdad, Said participó en el gobierno de Omán a su regreso a casa. Fue nombrado presidente del Consejo de Ministros en agosto de 1929. La incapacidad del sultán Taimur para gobernar los asuntos de Estado de Omán creó una oportunidad para un nuevo líder. Los británicos apreciaban mucho a Said y durante febrero de 1932, a la edad de 21 años, Said se convirtió en el nuevo sultán coronado. El sultán Said  heredó los restos de un imperio que incluía las provincias vecinas de Omán y Dhofar, además de algunos territorios de ultramar, incluyendo Gwadar en la costa de Pakistán, entregada a este país en 1958 y un país muy endeudado con Gran Bretaña y la India británica. Sin embargo, su país, rico en petróleo, también mantenía desde hacía tiempo vínculos con el Reino Unido, basados en un Tratado de Amistad de 1798, y era un protectorado británico desde 1891.
Durante la Segunda Guerra Mundial, el sultán cooperó fácilmente con los británicos; se construyeron varios campos de aterrizaje de la Real Fuerza Aérea entre Salalah, en Dhofar, y Mascat. Esto permitió que los canales de suministro permanecieran abiertos entre Gran Bretaña y los Aliados.
Como sultán, la riqueza petrolífera habría permitido a Said modernizar su país. Consiguió el reconocimiento británico de su independencia en 1951. Sin embargo, también se enfrentó a una seria oposición interna, la del imán Ghalib bin Ali, líder religioso de Omán, que reclamaba para sí el poder en el sultanato. La revuelta del imán en Jebel Akhdar fue reprimida en 1955, con ayuda británica, pero esto le valió a Said la animosidad de Arabia Saudí, que apoyaba al imán, y de Egipto, que consideraba que la participación británica en la represión de la revuelta no favorecía la causa del nacionalismo árabe. En 1957, estos dos países apoyaron una nueva revuelta del imán, que fue igualmente reprimida en 1959.
Said se recluyó cada vez más de su pueblo y de su país. En 1965, tras hacer concesiones para exportar petróleo con Irak, Irán y Gran Bretaña, hizo poco por mejorar la vida de su pueblo. Los beneficios de este acuerdo no se materializarían hasta que fue depuesto en 1970 en un golpe de palacio.
Su gobierno se caracterizó por su completa oposición al progreso. Prohibió la construcción de carreteras, extensión de la electricidad y otras obras públicas, aisló al país de toda influencia exterior, se opuso a extender programas sociales en educación y sanidad. En materia de costumbres su visión era de un fuerte rigorismo religioso, de modo que ni el cine, música y baile fueron permitidos. Esto no evitó que tuviera unas pésimas relaciones con el imán de Omán y que estallaran revueltas desde los años cincuenta, con apoyo de buena parte de la sociedad a los grupos revolucionarios, que hubieran acabado con su reinado si no hubiera contado con el apoyo militar de Gran Bretaña. Finalmente su hijo Qabus bin Said Al Said lo depuso mediante un golpe de Estado incruento que además del apoyo británico contó con el de Estados Unidos y abrió el país a la modernidad. Se exilió en Inglaterra, donde falleció.
Estuvo casado en dos ocasiones, con dos primas.
- Con Fatima al-Mashani. Divorciados.
- Con Mazoon al-Mashani. Fue la madre de su hijo y sucesor.[4]

## Títulos y tratamientos
Esta tabla aún no está actualizada. Puedes contribuir aportando información sobre títulos y tratamientos de esta persona.

## Distinciones honoríficas[4]

### Distinciones honoríficas omaníes
- Soberano Gran maestre de la Orden de Al Said.

### Distinciones honoríficas extranjeras
- Caballero gran cruz de la Orden de San Miguel y San Jorge (Reino Unido, 30/07/1956).
- Caballero gran comendador de la Orden del Imperio de la India (Imperio Británico, 01/01/1945).
- Medalla Conmemorativa de la Coronación del Rey Jorge VI (Reino Unido, 11/05/1937).
- Medalla Conmemorativa de la Coronación de la Reina Isabel II (Reino Unido, 02/06/1953).